# Music Madness
Music Madness è il secondo album del gruppo hip hop statunitense Mantronix. Pubblicato nel maggio 1986, è distribuito dalla Sleeping Bag Records.

## Recensioni
| Recensione | Giudizio |
| ---------- | -------- |
| AllMusic   | [ 1 ]    |

Alex Henderson recensisce entusiasticamente Music Madness per Allmusic, scrivendo che «questo LP del 1986 [...] è la prova di come all'inizio i Mantronix fossero creativi e avessero un suono fresco. The Album resta il miglior prodotto dei Mantronix, ineguagliato da un ottimo LP che gli è secondo.»

## Tracce
1. Who Is It? – 6:05 (Kurtis Mantronik, MC Tee)
2. We Control the Dice – 3:53 (Mantronik, MC Tee)
3. Listen To The Bass – 4:22 (Mantronik, MC Tee)
4. Ladies UK Remix – 3:35 (Mantronik, MC Tee)
5. Big Band B-Boy – 4:40 (Mantronik, MC Tee)
6. Music Madness – 5:23 (Mantronik, MC Tee)
7. Electronic Energy of... – 5:29 (Mantronik, MC Tee)
8. Scream – 5:23 (Mantronik, MC Tee)
9. Mega Mix – 4:00 (Mantronik, MC Tee)

Durata totale: 42:50

## Classifiche

### Classifiche settimanali
| Classifica (1986)         | Posizione massima |
| ------------------------- | ----------------- |
| US Top R&B/Hip-Hop Albums | 27                |